# Amoc
Amoc, azaz Mikkâl Antti Morottaja ( Inari, 1984. december 24. –) finnországi számi rapper, aki inari-számi nyelven rappel. Első dala, a Val moonam taan cooda ("Még ezen átmegyek") az első inari-számi nyelvű rap-dal volt. Művészneve az Aanaar master of ceremony szavak rövidítéséből származik (az Aanaar az Inari város neve számiul), azaz ő az Inari ceremóniamester. Kezdetben finnül rappelt, de később áttért anyanyelvére, az inari-számira, hogy az emberek ezt a nyelvet is megismerjék.
Amoc Hannibal ja Soppa nevű formációval (Hannu Stark, Soni Ylisuvanto) és Ezkimo-val (Mikko Mutenia), valamint más számi zenészekkel együtt készítette el albumát. Manapság a Guerra Norte-nevű formációval zenél együtt.
Amoc első kislemeze, a Šaali, 2006 decemberében jelent meg. 2007. február 6-án, a számi nemzeti ünnepen jelent meg debütáló albuma, az Amok-kaččâm, amit a Tuupa Records adott ki és az Inari Nyelvi Bizottság szponzorált. A dalokban közreműködik még egy másik számi énekes, Wimme Saari.
Napjainkban Amoc mellett Ružžen lép még fel, aki szintén inari-számi nyelven rappel.
2007. május 9-én Fiatal Európa-díjat kapott.

## Albumok

### Amok-kaččâm (2007)
1. Troijalâš hiävuš
2. Šaali
3. Suomâráp uárjih
4. Čalmekäittee
5. Hiärásalmairikoliih feat. Hannibal, Edorf, Soppa
6. Amok-mielâ
7. Speeijâl
8. Amok-kaččâm feat. Ambassa
9. Omo sist feat. Ružže, Wimme
10. Nortenos legioon